# Barcus
Barcus (tiếng Basque: Barkoxe) là một xã thuộc tỉnh Pyrénées-Atlantiques trong vùng Aquitaine ở tây nam nước Pháp. Xã này nằm ở khu vực có độ cao trung bình 328 mét trên mực nước biển.
Xã nằm trong tỉnh cũ Soule.